# Ivan Lagundžić
Ivan Lagundžić (Zagreb, 14. lipnja 1999.) hrvatski je nogometaš koji nastupa na poziciji desnog beka za [[[NK Jarun|Jarun]].

## Rani život
Odrastao je u Zagrebu.

## Klupska karijera
Nogomet je počeo igrati u Hrvatskomu dragovoljcu. Kasnije odlazi u Lokomotivu Zagreb. Svoje prve seniorske korake započeo je u HAŠK-u. Kasnije ponovno prelazi u Hrvatski dragovoljac, pa u Špansko. U ljeto 2020 postaje član zagrebačke Kustošije, a nakon dvije godine odlazi u ljubljansku Olimpiju. Dana 1. siječnja 2023. potpisuje za banjolučki Borac.

## Vanjske poveznice
- Profil, Soccerway
- Profil, Transfermarkt